# Diario de Badajoz (1830-1833)
El Diario de Badajoz fue un periódico español editado en Badajoz entre 1830 y 1833.

## Historia
El diario, fundado por el general José Lucas Sanjuán y Browne —capitán general de Extremadura—, salió a la calle el 1 de marzo de 1830. En palabras del propio Sanjuán, el diario nació «como medio para propagar las mejoras de la inteligencia humana». Continuaría publicándose hasta el 30 de junio de 1833.